# Камков Федір Васильович
Камков Федір Васильович (25 лютого 1898, Санкт-Петербург, Російська імперія — 18 липня 1951, Ростов-на-Дону, РРФСР, СРСР) — радянський воєначальник, генерал-лейтенант (1942).

## Біографія
Народився у Санкт-Петербурзі. У 1916 році мобілізований до Російської імператорської армії, учасник Першої світової війни. У 1918 році вступив до Червоної Армії. Учасник громадянської війни в Росії та радянсько-польської війни, командував кавалерійським ексадроном і був помічником командира кавалерійського полку у 14-й кавалерійській дивізії 1-ї Кінної армії. У 1920 році закінчив 1-ші Петроградські кавалерійські курси.
У 1924 році закінчив Вищу кавалерійську школу у Ленінграді, потім служив помічником кавалерійського полку. У 1931—1937 роках — командир і комісар 34-го кавалерійського полку 6-ї кавалерійської дивізії. У 1934 році закінчив кавалерійські курси удосконалення командного складу. У 1937—1940 роках командував 7-ю кавалерійською дивізією, учасник радянської агресії проти Польщі і Фінляндії. У червні-липні 1940 року командував 29-ю моторизованою дивізією, із липня 1940 по березень 1941 року очолював 2-й кавалерійський корпус. З 14 березня 1941 року командував 5-м кавалерійським корпусом Київського особливого військового округу.
На початку німецько-радянської війни продовжував командувати 5-м кавалерійським корпусом, брав участь в обороні Києва. З 28 листопада 1941 по 12 лютого 1942 і з 25 квітня по 19 жовтня 1942 року командував 18-ю армією, учасник битви за Кавказ. З 19 жовтня 1942 по 25 січня 1943 року очолював 47-му армію у районі Новоросійська, за невдалі бойові дії знятий з посади. У 1944 році закінчив прискорений курс Вищої військової академії імені Ворошилова. У лютому-листопаді 1944 року — заступник командувача 40-ї армії, із листопада 1944 по квітень 1945 року був заступником командувача 1-ї гвардійської кінно-механізованої групи, у квітні-травні 1945 року командував 4-м гвардійським козачим Донським кавалерійським корпусом.
Після війни продовжував командувати корпусом, у жовтні 1946 року відправлений до Військової академії імені Фрунзе для викладацької роботи. У 1946—1948 роках командував 3-ю гвардійською кавалерійською дивізією, у 1948—1949 роках командував 4-ю гвардійською кавалерійською дивізією. У 1949—1951 роках — заступник командувача Північно-Кавказького військового округу. Помер від раку.

## Військові звання
- Полковник (1935)
- Комбриг (1938)
- Генерал-майор (1940)
- Генерал-лейтенант (1942)

## Нагороди
- Два ордена Леніна
- Три ордени Червоного Прапора
- Орден Кутузова 1-го ступеня
- Орден Суворова 2-го ступеня
- Орден Червоної Зірки
- Медаль «За оборону Кавказу»
- Медаль «За визволення Праги»
- Медаль «За перемогу над Німеччиною»
- Медаль «XX років РСЧА»
- Медаль « 30 років Радянській Армії і Флоту»